# Manila North Cemetery
Il Manila North Cemetery o Cementerio del Norte (Cimitero nord di Manila) è il più esteso dei quindici luoghi pubblici di sepoltura dell'area di Metro Manila, capitale delle Filippine.
Ricavato da un'area del La Loma Cemetery, che prevede solo sepolture cattoliche, l'antico Cementerio del Norte è il più grande cimitero dell'intera Metro Manila con circa un milione di sepolture, noto per essere il luogo di sepoltura di moltissime prominenti personalità filippine e tristemente conosciuto per essere luogo di residenza di circa 6 000 poveri e disperati che vivono nei loculi vuoti del cimitero.
Oltre ad essere luogo di sepoltura di molte personalità illustri, il cimitero ospita il Mauseleo de los Veteranos de la Revolucion in onore e memoria dei caduti per la libertà delle Filippine durante la rivoluzione filippina e a la guerra americano-filippina.

## Sepolture di uomini illustri
An Manila North Cemetery trovano riposo Presidenti e personalità illustri:
- Manuel Quezón, (1878-1944), secondo Presidente delle Filippine.
- Sergio Osmeña, (1878-1961), quarto Presidente delle Filippine.
- Manuel Roxas, (1892-1948), quinto Presidente delle Filippine.
- Ramón Magsaysay, (1907-1957), settimo Presidente delle Filippine.
- Fernando Poe Jr., (1939-2004), attore, regista e uomo politico.
- Francisco Guilledo, noto come Pancho Villa, (1901-1925), pugile.
- Melchora Aquino, (1812-1919), rivoluzionaria.
- Marcelo Hilario del Pilar, (1850-1896), rivoluzionario.